# Huang Fu
Huáng Fú (黃郛) (1883 - 6 de dezembro de 1936) foi um político e general no início da República da China, sendo presidente e primeiro-ministro do país.
Huang estudou na Academia Militar de Zhejiang e na Academia de Qiushi (atual Universidade de Zhejiang), depois foi para o Japão. Entra, então, em contato com a Aliança Revolucionária, enquanto estudava em uma academia militar. Durante a Revolução de Xinhai, ele e Chen Qimei declararam Xangai independente e se tornam irmãos de sangue de Chiang Kai-shek.
Foi forçado a fugir para o exterior após a fracassada Segunda Revolução de 1913 contra Yuan Shikai e retornou depois da morte de Yuan para representar o governo militar de Zhejiang em Pequim. Quando Sun Yat-sen ordenou aos membros do Kuomintang que jurassem lealdade pessoal a ele, Huang se opôs e partiu.
Apoiou a entrada da China na Primeira Guerra Mundial na esperança de que recuperaria territórios perdidos. Trabalhou com o presidente Xu Shichang como diplomata e coescreveu livros sobre economia e assuntos externos. Fez parte da delegação chinesa para a Conferência Naval de Washington que garantiu o maior triunfo diplomático do governo de Beiyang, o retorno de Shandong.
Após a queda de Cao Kun em 1924 no Golpe de Pequim, se tornou presidente interino da República da China a pedido de Feng Yuxiang. Declarou o mandato de Cao como ilegal porque foi obtido através de suborno e também repudiou o acordo que permitiu que Puyi vivesse na Cidade Proibida.
Huang teve influência em conquistar Feng Yuxiang e Yan Xishan para a facção de Chiang Kai-shek no KMT, e foi uma das principais razões do colapso do regime de Wang Jingwei em Wuhan. Mais tarde, serviu sob vários gabinetes durante a Década de Nanquim, incluindo prefeito de Xangai, ministro das Relações Exteriores, e presidente do Conselho Político do Norte da China. Apesar de seus laços estreitos com Chiang, nunca regressou ao KMT já que não queria ser associado com os oportunistas que se juntaram durante e após a Expedição do Norte.
Em 1933, assinou a impopular Trégua de Tanggu que cedeu Chahar, Rehe e parte do Hebei para estados fantoches japoneses. Como Chiang, acreditava que os comunistas eram uma maior ameaça do que os japoneses.